# Hôn nhân cùng giới ở Alaska
Hôn nhân cùng giới đã được công nhận hợp pháp tại tiểu bang Alaska của Hoa Kỳ kể từ ngày 12 tháng 10 năm 2014, với sự gián đoạn từ ngày 15 đến 17 tháng 10 trong khi các quan chức nhà nước tìm cách không thành công để trì hoãn việc thi hành phán quyết của tòa án liên bang. Tòa án quận của Hoa Kỳ được tổ chức vào ngày 12 tháng 10 trong trường hợp Hamby v. Parnell rằng các lệnh cấm theo luật định và hiến pháp của Alaska về hôn nhân cùng giới đã vi phạm các điều khoản của Quy trình bảo vệ bình đẳng và Hiến pháp Hoa Kỳ. Vào ngày 15 tháng 10, các quan chức nhà nước đã được ở lại hai ngày tại Tòa phúc thẩm Ninth Circuit, mà Tòa án Tối cao Hoa Kỳ đã từ chối gia hạn vào ngày 17 tháng 10.
Mặc dù Alaska là một trong một số tiểu bang thực thi thời gian chờ đợi ba ngày giữa việc yêu cầu giấy phép kết hôn và tiến hành lễ kết hôn, nhưng ít nhất một cặp cùng giới đã có thời gian chờ đợi ngay sau phán quyết của Tòa án quận.